# 格吕热-洛皮塔勒
格吕热-洛皮塔勒（法語：Grugé-l'Hôpital，法語發音：[ɡʁyʒe lopital] ⓘ）是法国曼恩-卢瓦尔省的一个旧市镇，属于瑟格雷区。格吕热-洛皮塔勒于1808年由原市镇格吕热（Grugé）与洛皮塔勒德布耶和圣吉勒（L'Hôpital-de-Bouillé-et-Saint-Gilles）合并而成。2016年12月15日，格吕热-洛皮塔勒和相邻的另外9个市镇合并为新市镇翁布雷当茹（Ombrée d'Anjou）。

## 地理
格吕热-洛皮塔勒（47°45'5"N, 1°2'22"W）面积15.71 平方千米，位于法国卢瓦尔河地区大区曼恩-卢瓦尔省，该省份为法国西部内陆省份，大致对应安茹地区，北起顺时针与马耶讷省、萨尔特省、安德尔-卢瓦尔省、维埃纳省、德塞夫勒省、旺代省、大西洋卢瓦尔省和伊勒-维莱讷省接壤。
与格吕热-洛皮塔勒接壤的市镇（或旧市镇、城区）包括：勒纳泽、布耶梅纳尔、莱韦克堡、拉沙佩勒于兰、孔布雷、韦尔戈讷、拉布瓦西耶尔。
格吕热-洛皮塔勒的时区为UTC+01:00、UTC+02:00（夏令时）。

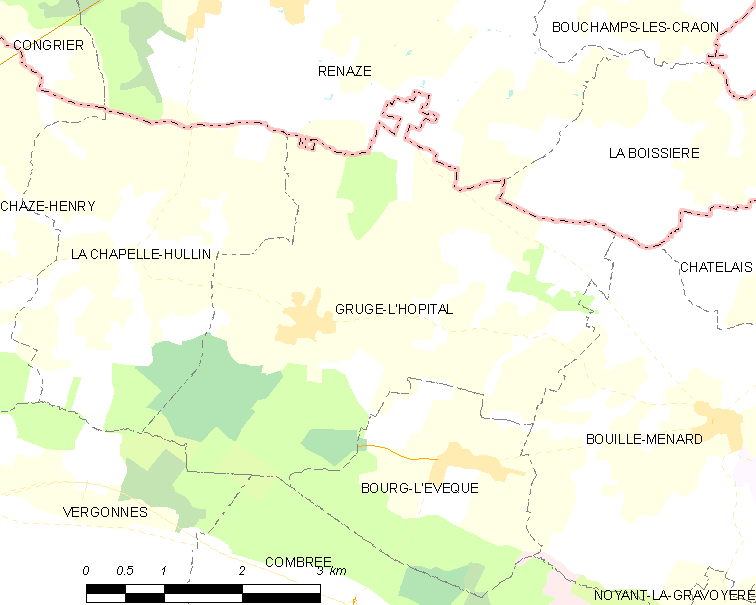
格吕热-洛皮塔勒的OSM定位图

## 行政
格吕热-洛皮塔勒的邮政编码为49520，INSEE市镇编码为49156。

## 政治
格吕热-洛皮塔勒所属的省级选区为蓝色安茹地区瑟格雷县。

## 人口

1962-2008年间格吕热-洛皮塔勒人口变化图示

格吕热-洛皮塔勒于2018年1月1日时的人口数量为271人。